# Bourg-le-Comte
Bourg-le-Comte ist eine französische Gemeinde mit 171 Einwohnern (Stand: 1. Januar 2022) im Département Saône-et-Loire in der Region Bourgogne-Franche-Comté (vor 2016 Bourgogne). Sie gehört zum Arrondissement Charolles und zum Kanton Paray-le-Monial (bis 2015 Marcigny). Die Einwohner werden Bourg-le-Comtois genannt.

## Geographie
Bourg-le-Comte liegt in der Landschaft Charolais an der Loire, in die hier die Urbise einmündet. Nachbargemeinden von Bourg-le-Comte sind Avrilly im Norden und Westen, Baugy im Osten und Südosten, Chambilly im Süden, Céron im Südwesten sowie Le Bouchaud im Westen.

## Bevölkerungsentwicklung
| Jahr                      | 1962 | 1968 | 1975 | 1982 | 1990 | 1999 | 2006 | 2011 | 2016 |
| Einwohner                 | 356  | 330  | 261  | 219  | 210  | 202  | 209  | 209  | 184  |
| Quelle: Cassini und INSEE |      |      |      |      |      |      |      |      |      |

## Sehenswürdigkeiten
- Kirche Saint-Gervais-et-Saint-Protais

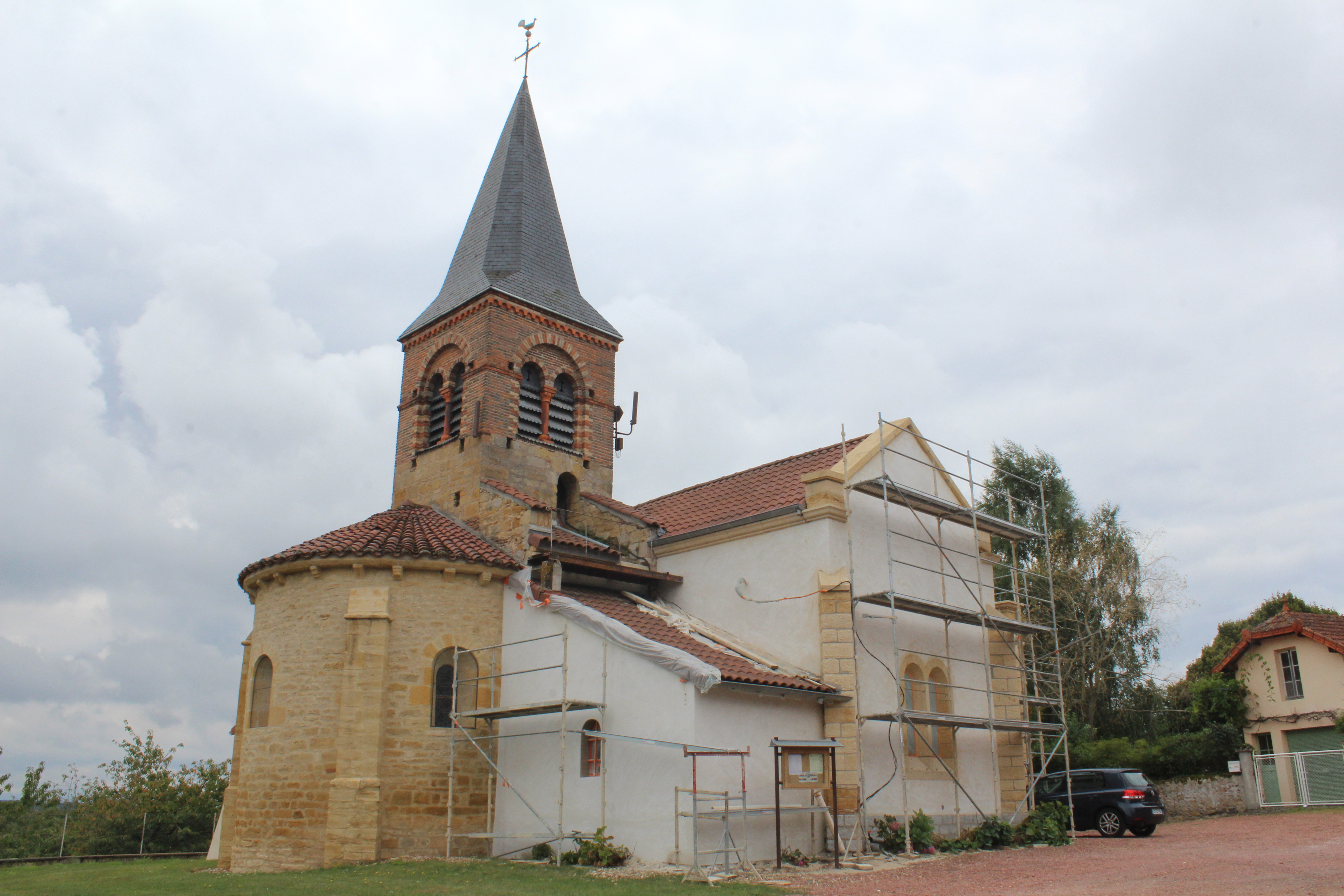
Kirche Saint-Gervais-et-Saint-Protais

- Schleusen am Kanal